# Островец (археологический памятник)
Островец — группа поселений и могильников в окрестностях села Островец Коломыйского района Ивано-Франковской области с памятниками трипольской, липицкой, сарматской, черняховской культур, культуры Ноуа и др.

## История
Исследования археологического комплекса проводили в 1950-х — 1960-х годах М. Ю. Смишко, И. К. Свешников, Э. А. Балагури. Были найдены каменные изделия, керамическая посуда, костные остатки и металлические предметы.
На территории урочища Островец обнаружено поселение эпохи мезолита VI тысячелетия до нашей эры, поселения раннего железного века IX—VI веков до нашей эры и стоянка эпохи мезолита.
Островец как археологический памятник является наиболее заметным поселением культуры Ноуа и могильником этой культуры, где обнаружено более 200 погребений разного времени.